# Kalmanov filter
Za statistiku i teoriju upravljanja, Kalmanovo filtriranje, takođe poznato kao linearna kvadratna procena (LQE), je algoritam koji koristi niz merenja posmatranih tokom vremena, uključujući statističku buku i druge netačnosti, i proizvodi procene nepoznatih varijabli koje imaju tendenciju da budu tačnije od onih zasnovanih samo na jednom merenju, procenom zajedničke distribucije verovatnoće preko varijabli za svaki vremenski okvir. Filter je dobio ime po Rudolfu E. Kalmanu, koji je bio jedan od glavnih kreatora njegove teorije.
Ovaj digitalni filter se ponekad naziva Stratonovič–Kalman–Bjusijev filter, jer je to poseban slučaj opštijeg, nelinearnog filtra koji je nešto ranije razvio sovjetski matematičar Ruslan Stratonovič. Zapravo, neke od jednačina linearnog filtra za posebne slučajeve pojavile su se u Stratonovičevim radovima koji su objavljeni pre leta 1961. godine, kada se Kalman sastao sa Stratonovičem tokom konferencije u Moskvi.
Kalmanovo filtriranje ima brojne tehnološke primene. Uobičajena primena je za navođenje, navigaciju i kontrolu vozila, posebno letelica, svemirskih letelica i brodova koji su dinamički pozicionirani. Štaviše, Kalmanovo filtriranje je koncept koji se u znatnoj meri primenjuje u analizi vremenskih serija koje se koriste za namene kao što su obrada signala i ekonometrija. Kalmanovo filtriranje je takođe jedna od glavnih tema robotskog planiranja i kontrole kretanja i može se koristiti za optimizaciju putanje. Kalmanovo filtriranje takođe nalazi primenu u modelovanju kontrole kretanja centralnog nervnog sistema. Zbog vremenskog kašnjenja između izdavanja motornih komandi i primanja senzorne povratne informacije, upotreba Kalmanovih filtera pruža realan model za procenu trenutnog stanja motornog sistema i izdavanje ažuriranih komandi.
Algoritam radi po dvostupnom procesu koji ima fazu predviđanja i fazu ažuriranja. Za fazu predviđanja, Kalmanov filter proizvodi procene varijabli trenutnog stanja, zajedno sa njihovim neizvesnostima. Nakon što se posmatra rezultat sledećeg merenja (nužno oštećen sa nekom greškom, uključujući slučajni šum), ove procene se ažuriraju korišćenjem ponderisanog proseka, pri čemu se veća težina daje procenama sa većom sigurnošću. Algoritam je rekurzivan. On može da radi u realnom vremenu, koristeći samo trenutna ulazna merenja i prethodno izračunato stanje, i njegovu matricu nesigurnosti; nisu potrebne dodatne informacije iz prošlosti.
Optimalnost Kalmanovog filtriranja pretpostavlja da greške imaju normalnu (Gausovu) raspodelu. Rečima Rudolfa E. Kalmana: „Sledeće pretpostavke su napravljene o slučajnim procesima: Fizičke slučajne pojave se mogu smatrati posledicama primarnih slučajnih izvora pobuđenih dinamičkih sistema. Pretpostavlja se da su primarni izvori nezavisni Gausovi slučajni procesi sa nultom sredinom; dinamički sistemi će biti linearni.” Bez obzira na Gausovstvo, međutim, ako su kovarijanse procesa i merenja poznate, onda je Kalmanov filter najbolji mogući linearni procenjivač u smislu minimalne srednje kvadratne greške, iako možda postoje bolji nelinearni procenitelji. Uobičajeno je pogrešno shvatanje (održano u literaturi) da se Kalmanov filter ne može rigorozno primeniti osim ako se pretpostavi da su svi procesi buke Gausovi.
Takođe su razvijena proširenja i generalizacije metode, kao što su prošireni Kalmanov filter i bezmirisni Kalmanov filter koji rade na nelinearnim sistemima. Osnova je skriveni Markovljev model takav da je prostor stanja latentnih varijabli kontinuiran i da sve latentne i posmatrane varijable imaju Gausovu distribuciju. Kalmanovo filtriranje je uspešno korišćeno u fuziji više senzora, i distribuiranim senzorskim mrežama za razvoj distribuiranog ili konsenzusnog Kalmanovog filtriranja.

## Literatura
- Einicke, G.A. (2019). Smoothing, Filtering and Prediction: Estimating the Past, Present and Future (2nd ed.). Amazon Prime Publishing. ISBN 978-0-6485115-0-2.
- Jinya Su; Baibing Li; Wen-Hua Chen (2015). „On existence, optimality and asymptotic stability of the Kalman filter with partially observed inputs”. Automatica. 53: 149—154. doi:10.1016/j.automatica.2014.12.044 .
- Gelb, A. (1974). Applied Optimal Estimation. MIT Press.
- Kalman, R.E. (1960). „A new approach to linear filtering and prediction problems” (PDF). Journal of Basic Engineering. 82 (1): 35—45. S2CID 1242324. doi:10.1115/1.3662552. Архивирано из оригинала (PDF) 2008-05-29. г. Приступљено 2008-05-03.
- Kalman, R.E.; Bucy, R.S. (1961). „New Results in Linear Filtering and Prediction Theory”. Journal of Basic Engineering. 83: 95—108. CiteSeerX 10.1.1.361.6851 . S2CID 8141345. doi:10.1115/1.3658902.
- Harvey, A.C. (1990). Forecasting, Structural Time Series Models and the Kalman Filter. Cambridge University Press. ISBN 978-0-521-40573-7.
- Roweis, S.; Ghahramani, Z. (1999). „A Unifying Review of Linear Gaussian Models” (PDF). Neural Computation. 11 (2): 305—345. PMID 9950734. S2CID 2590898. doi:10.1162/089976699300016674.
- Simon, D. (2006). Optimal State Estimation: Kalman, H Infinity, and Nonlinear Approaches. Wiley-Interscience. Архивирано из оригинала 2010-12-30. г. Приступљено 2006-07-05.
- Warwick, K. (1987). „Optimal observers for ARMA models”. International Journal of Control. 46 (5): 1493—1503. doi:10.1080/00207178708933989.
- Bierman, G.J. (1977). Factorization Methods for Discrete Sequential Estimation. Mathematics in Science and Engineering. 128. Mineola, N.Y.: Dover Publications. ISBN 978-0-486-44981-4.
- Bozic, S.M. (1994). Digital and Kalman filtering. Butterworth–Heinemann.
- Haykin, S. (2002). Adaptive Filter Theory. Prentice Hall.
- Liu, W.; Principe, J.C.; Haykin, S. (2010). Kernel Adaptive Filtering: A Comprehensive Introduction. John Wiley.
- Manolakis, D.G. (1999). Statistical and Adaptive signal processing. Artech House.
- Welch, Greg; Bishop, Gary (1997). „SCAAT: incremental tracking with incomplete information” (PDF). SIGGRAPH '97 Proceedings of the 24th annual conference on Computer graphics and interactive techniques. ACM Press/Addison-Wesley Publishing Co. стр. 333—344. ISBN 978-0-89791-896-1. S2CID 1512754. doi:10.1145/258734.258876.
- Jazwinski, Andrew H. (1970). Stochastic Processes and Filtering. Mathematics in Science and Engineering. New York: Academic Press. стр. 376. ISBN 978-0-12-381550-7.
- Maybeck, Peter S. (1979). „Chapter 1” (PDF). Stochastic Models, Estimation, and Control. Mathematics in Science and Engineering. 141-1. New York: Academic Press. ISBN 978-0-12-480701-3.
- Moriya, N. (2011). Primer to Kalman Filtering: A Physicist Perspective. New York: Nova Science Publishers, Inc. ISBN 978-1-61668-311-5.
- Dunik, J.; Simandl M.; Straka O. (2009). „Methods for Estimating State and Measurement Noise Covariance Matrices: Aspects and Comparison”. 15th IFAC Symposium on System Identification, 2009. France. стр. 372—377. ISBN 978-3-902661-47-0. doi:10.3182/20090706-3-FR-2004.00061.
- Chui, Charles K.; Chen, Guanrong (2009). Kalman Filtering with Real-Time Applications. Springer Series in Information Sciences. 17 (4th изд.). New York: Springer. стр. 229. ISBN 978-3-540-87848-3.
- Spivey, Ben; Hedengren, J. D.; Edgar, T. F. (2010). „Constrained Nonlinear Estimation for Industrial Process Fouling”. Industrial & Engineering Chemistry Research. 49 (17): 7824—7831. doi:10.1021/ie9018116.
- Thomas Kailath; Ali H. Sayed; Babak Hassibi (2000). Linear Estimation. NJ: Prentice–Hall. ISBN 978-0-13-022464-4.
- Ali H. Sayed (2008). Adaptive Filters. NJ: Wiley. ISBN 978-0-470-25388-5.

## Spoljašnje veze
- A New Approach to Linear Filtering and Prediction Problems, by R. E. Kalman, 1960
- Kalman and Bayesian Filters in Python. Open source Kalman filtering textbook.
- How a Kalman filter works, in pictures. Illuminates the Kalman filter with pictures and colors
- Kalman–Bucy Filter, a derivation of the Kalman–Bucy Filter
- MIT Video Lecture on the Kalman filter на веб-сајту
- Kalman filter in Javascript. Open source Kalman filter library for node.js and the web browser.
- An Introduction to the Kalman Filter Архивирано 2021-02-24 на сајту , SIGGRAPH 2001 Course, Greg Welch and Gary Bishop
- Kalman Filter webpage, with many links
- Kalman Filter Explained Simply, Step-by-Step Tutorial of the Kalman Filter with Equations
- „Kalman filters used in Weather models” (PDF). SIAM News. 36 (8). октобар 2003. Архивирано из оригинала (PDF) 2011-05-17. г. Приступљено 2007-01-27.
- Haseltine, Eric L.; Rawlings, James B. (2005). „Critical Evaluation of Extended Kalman Filtering and Moving-Horizon Estimation”. Industrial & Engineering Chemistry Research. 44 (8): 2451. doi:10.1021/ie034308l.
- Gerald J. Bierman's Estimation Subroutine Library: Corresponds to the code in the research monograph "Factorization Methods for Discrete Sequential Estimation" originally published by Academic Press in 1977. Republished by Dover.
- Matlab Toolbox implementing parts of Gerald J. Bierman's Estimation Subroutine Library[мртва веза]: UD / UDU' and LD / LDL' factorization with associated time and measurement updates making up the Kalman filter.
- Matlab Toolbox of Kalman Filtering applied to Simultaneous Localization and Mapping: Vehicle moving in 1D, 2D and 3D
- The Kalman Filter in Reproducing Kernel Hilbert Spaces A comprehensive introduction.
- Matlab code to estimate Cox–Ingersoll–Ross interest rate model with Kalman Filter Архивирано 2014-02-09 на сајту : Corresponds to the paper "estimating and testing exponential-affine term structure models by kalman filter" published by Review of Quantitative Finance and Accounting in 1999.
- Online demo of the Kalman Filter. Demonstration of Kalman Filter (and other data assimilation methods) using twin experiments.
- Botella, Guillermo; Martín h., José Antonio; Santos, Matilde; Meyer-Baese, Uwe (2011). „FPGA-Based Multimodal Embedded Sensor System Integrating Low- and Mid-Level Vision”. Sensors. 11 (12): 1251—1259. Bibcode:2011Senso..11.8164B. PMC 3231703 . PMID 22164069. doi:10.3390/s110808164 .
- Examples and how-to on using Kalman Filters with MATLAB Архивирано на веб-сајту  (29. фебруар 2024) A Tutorial on Filtering and Estimation
- Explaining Filtering (Estimation) in One Hour, Ten Minutes, One Minute, and One Sentence  by Yu-Chi Ho
- Simo Särkkä (2013). "Bayesian Filtering and Smoothing". Cambridge University Press. Full text available on author's webpage https://users.aalto.fi/~ssarkka/.